# Proceso de destitución de Yoon Suk-yeol
El 4 de diciembre de 2024, seis partidos opositores presentaron propuesta de destitución con el fin de someter a juicio al presidente Yoon Suk-yeol después de declarar la ley marcial en Corea del Sur el 3 de diciembre, que fue revocada por la Asamblea Nacional y retirada oficialmente seis horas después. La votación parlamentaria se llevó a cabo el 7 de diciembre, pero fracasó porque el número de congresistas asistentes no alcanzó el cuórum necesario para su aprobación, ya que los miembros del gobernante Partido del Poder Popular boicotearon la votación.
El 14 de diciembre de 2024, el presidente Yoon fue destituido por la Asamblea Nacional tras la segunda moción de destitución presentada en su contra. El primer ministro, Han Duck-soo, asumió el papel de presidente interino a la espera de que la Corte Constitucional confirmara la destitución permanente de Yoon.
La moción marca el tercer impeachment de un presidente surcoreano; Roh Moo-hyun en 2004 pero reinstalado por la Corte Constitucional, y Park Geun-hye en 2017 tras la confirmación de la Corte Constitucional.

## Procedimiento
La Constitución de Corea del Sur dice que la destitución puede anunciar contra el presidente si el viola la constitución o cada ley a lo largo de realizar sus actos oficiales. Si 200 de los 300 miembros de la Asamblea nacional votan a favor de remover Yoon, él se dejará ejecutar su poder y el primer ministro Han Duck-soo asumirá el ejercicio del poder como el presidente en vez de Yoon.
Los partidos de la oposición tienen 193 miembros en la Asamblea Nacional; aunque los 18 miembros actuales del Partido del Poder Popular de Yoon votaron a favor de poner fin a la ley marcial, el líder del partido Han Dong-hoon ha dicho que el partido no apoyará la destitución. La moción de destitución requiere una mayoría de dos tercios para ser aprobada por el Parlamento. Entonces, la oposición necesitará, al menos, ocho votos de los legisladores del PPP de Yoon para aprobar el proyecto de ley.
Si Yoon es destituido, seis de los nueve magistrados de la Corte Constitucional de Corea de Sur deben votar para destituirlo; debido a las tres vacantes, los seis magistrados tendrían que votar para destituirlo, aunque no está claro si el tribunal considería el caso con vacantes. Si Yoon dimite o es destituido, unas elecciones anticipadas se celebrarán en los próximos 60 días.

## Ley marcial
El 3 de diciembre, Yoon declaró la ley marcial, afirmando que era necesaria para defender el país de las fuerzas antiestatales. Las fuerzas militares y policiales intentaron impedir que los legisladores entraran en la Sala de la Asamblea Nacional de Corea, lo que provocó enfrentamientos entre la policía, los militares, los manifestantes y los ayudantes de los congresistas. Los 190 congresistas presentes en la cámara votaron unánimemente a favor de levantar la ley marcial, lo que provocó que Yoon rescindiera la ley marcial alrededor de las 04:00 KST del 4 de diciembre.

## Destitución

### Primera vez
Tras la declaración de la ley marcial, los seis partidos de la oposición -el Partido Demócrata, el Partido de la Reconstrucción de Corea, el Nuevo Partido Reformista, el Partido Progresista, el Partido de la Renta Básica y el Partido Socialdemócrata- presentaron la moción para destituir a Yoon durante una sesión plenaria de la Asamblea Nacional el 4 de diciembre. La votación se fijó para el 7 de diciembre.
Tras una reunión de emergencia del Partido del Poder Popular (PPP), su líder, Han Dong-hoon, anunció inicialmente la oposición unánime del partido a la destitución. Sin embargo, el 6 de diciembre, Han reveló que el PPP había recibido pruebas que indicaban que Yoon había ordenado al comandante de Contrainteligencia de Defensa, Yeo In-hyung, que detuviera a políticos clave, incluido el propio Han, por «cargos antiestatales» durante la ley marcial y los recluyera en Gwacheon, lo que llevó a Han a pedir a Yoon que «suspendiera pronto sus funciones» y a advertir de que los ciudadanos podrían correr un «gran peligro» si Yoon seguía en el cargo.
Horas antes de que la Asamblea Nacional se reuniera el 7 de diciembre, Yoon disculpó por declarar la ley marcial, describiéndola como «una decisión desesperada tomada por mí, el presidente, como máxima autoridad responsable de los asuntos del Estado» y prometiendo que no habría una segunda declaración de ley marcial.
Lee Jae-myung, líder del Partido Demócrata y principal líder de la oposición, calificó la disculpa de «decepcionante» e insistió en la dimisión o destitución de Yoon. Lee también criticó el acuerdo de poder compartido entre Yoon y el PPP por «destruir el orden constitucional», mientras que Park Chan-dae, líder del DPK, calificó el acuerdo de «segundo golpe de Estado». Antes de la votación sobre la destitución, se debatió una moción para abrir una investigación especial sobre la esposa de Yoon, Kim Keon-hee, pero finalmente fracasó debido a la oposición del PPP.
Antes de que comenzara la votación, todos los legisladores del PPP excepto uno, Ahn Cheol-soo, abandonaron la sala de votaciones, lo que significaba que era poco probable que se aprobara el proyecto. Esto se produjo ante la posibilidad de que los legisladores del PPP se desviaran de la postura del partido en el proceso de votación secreta.
Kim Ye-ji se marchó, pero regresó más tarde. Kim Sang-wook volvió a votar, pero dijo que había votado en contra de la destitución. Los manifestantes intentaron bloquear las salidas de la Sala de Procedimientos de la Asamblea Nacional mientras los legisladores del PPP se marchaban, llamando «cobardes» a los legisladores que se iban y animándoles a votar.
El legislador del Partido de la Reconstrucción de Corea Kim Joon-hyung dijo que esperaba que la votación se prolongara hasta las 00:00 KST del 8 de diciembre como muy tarde; la fecha límite para votar son las 00:48 KST, tres días después de que se presentara la moción.

### Segunda vez

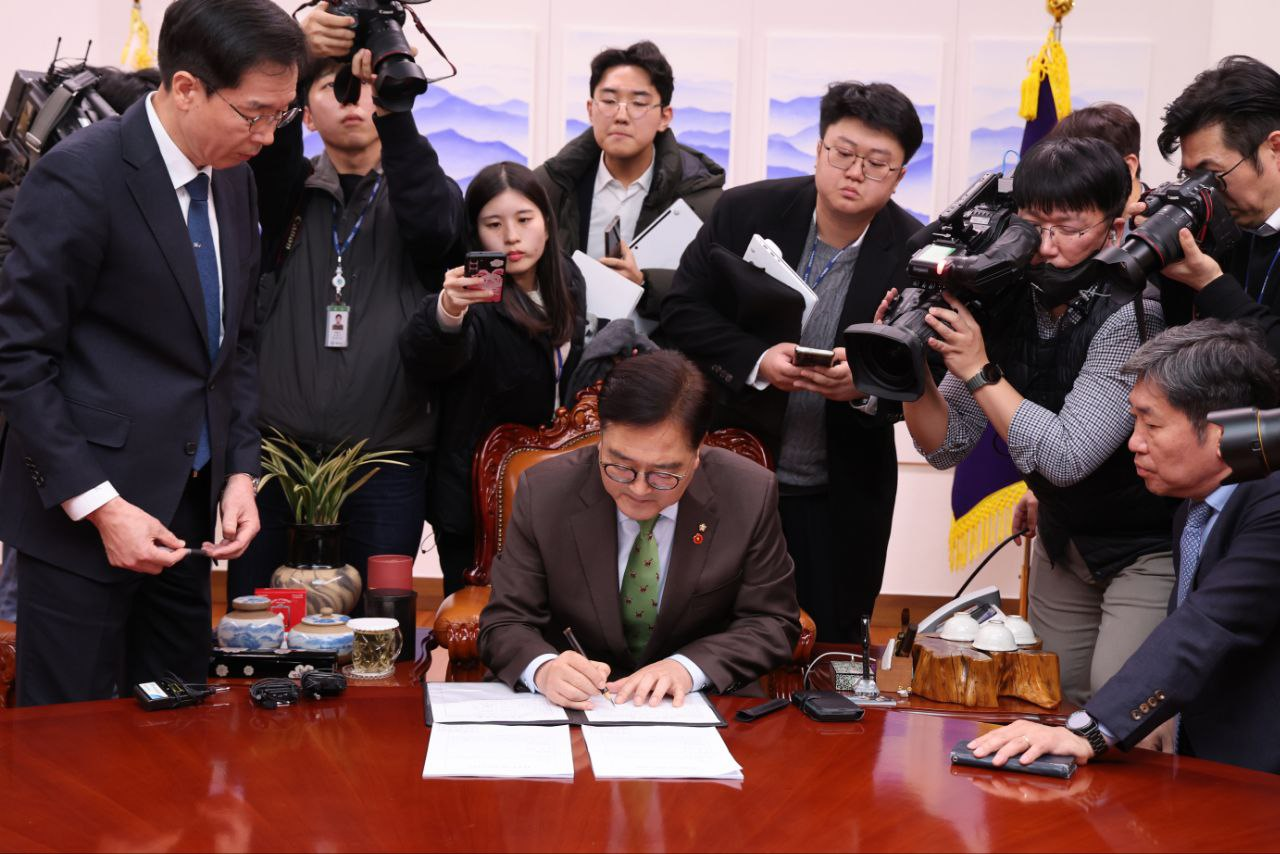
Woo Won-shik, presidente de la Asamblea Nacional, firma el artículo de juicio político después de la exitosa segunda moción de destitución el 14 de diciembre de 2024.

El 14 de diciembre de 2024, el parlamento surcoreano decide suspender permanentemente de su cargo al para ese entonces presidente Yoon Suk-yeol, tras su controvertida declaración de ley marcial la semana anterior.
Posterior a la destitución de Yoon, el primer ministro Han Duck-soo, asumiría el cargo de presidente interino de Corea del Sur, hasta su posterior destitución el 27 de diciembre del mismo año, tras no promulgar proyectos de ley relacionados con la investigación al exmandatario Yoon. Asume el vice primer ministro Choi Sang-mok de manera interina.

## Veredicto
El 4 de abril de 2025, la Corte Constitucional dictaminó por unanimidad la destitución de Yoon, con efecto a las 11:22 a. m. hora local. El presidente interino de la Corte Constitucional, Moon Hyung-bae, declaró que Yoon no siguió los procedimientos para declarar la ley marcial. Afirmó además que Yoon "se opuso a quienes debía proteger" y "vulneró los derechos políticos de las personas".